# Comarca Brozas
Die Comarca Brozas ist eine der zehn Comarcas in der Provinz Cáceres.
Die im Westen der Provinz gelegene Comarca umfasst 9 Gemeinden auf einer Fläche von 1.579,28 km².

## Gemeinden
| Gemeinde          | Einwohner (2024) | Fläche km² | Dichte Einw./km² | Cod INE | Postleitzahl |
| ----------------- | ---------------- | ---------- | ---------------- | ------- | ------------ |
| Acehúche          | 805              | 91,06      | 9                | 10004   | 10879        |
| Alcántara         | 1.347            | 551,99     | 2                | 10008   | 10980        |
| Brozas            | 1.746            | 398,84     | 4                | 10032   | 10950        |
| Ceclavín          | 1.781            | 159,49     | 11               | 10061   | 10870        |
| Mata de Alcántara | 286              | 33,50      | 9                | 10118   | 10970        |
| Navas del Madroño | 1.259            | 112,29     | 11               | 10133   | 10930        |
| Piedras Albas     | 125              | 4,54       | 28               | 10145   | 10991        |
| Villa del Rey     | 116              | 57,29      | 2                | 10208   | 10960        |
| Zarza la Mayor    | 1.117            | 170,28     | 7                | 10218   | 10880        |
| Comarca Brozas    | 8.582            | 1.579,28   | 5                | –       | –            |

## Nachweise
1. ↑  Instituto Nacional de Estadística Municipal Register of Spain
2. ↑  FUENTE: Ministerio de Agricultura, Pesca y Alimentación